# Sieniawa
Sieniawa é um município da Polônia, na voivodia da Subcarpácia e no condado de Przeworsk. Estende-se por uma área de 6,76 km², com 2 146 habitantes, segundo os censos de 2017, com uma densidade de 318,4 hab/km².